# آرثر د. نيكلسون
آرثر د. نيكلسون (بالإنجليزية: Arthur D. Nicholson)‏ هو عسكري أمريكي، ولد في 7 يونيو 1947، وتوفي في 24 مارس 1985 في لودفيغسلوست في ألمانيا.